# Deutsches Meisterschaftsrudern 2007
Das 118. Deutsche Meisterschaftsrudern wurde 2007 in Köln und Münster ausgetragen. In 17 Bootsklassen wurden Medaillen vergeben, davon zehn bei den Männern und sieben bei den Frauen. Der Vierer ohne Steuerfrau wurde nach einem Jahr Pause wieder ausgetragen.

## Medaillengewinner

### Männer
| Bootsklasse                           | Gold | Silber | Bronze |
| ------------------------------------- | --- | --- | --- |
| Einer                                 | Robert Sens (Berliner Ruder-Club) | Hans Gruhne (Potsdamer RG) | Clemens Wenzel (Potsdamer RG) |
| Doppelzweier                          | RK am Wannsee Berlin Julian Mendyka Hendrik Bohnekamp | Berliner Ruder-Club Nils Ipsen Markus Kuffner | RV Ems-Jade-Weser Christian Vennemann Jakob Seifert                                                                                                  |
| Zweier ohne Steuermann                | Rgm. Crefelder RC 1883 / RC Undine Radolfzell Jochen Urban Andreas Penkner                                                                                             | Rgm. RG Hansa Hamburg / RV Treviris 1921 Trier Fokke Beckmann Richard Schmidt                                                                                                   | Hallesche Rvg. Böllberg-Nelson Philipp Naruhn Florian Eichner                                                                                        |
| Doppelvierer                          | RC Favorite Hammonia Hamburg Simon Stellmer Marco Geisler Max Schramm Daniel Makowski                                                                                  | Berliner Ruder-Club Nils Ipsen Olaf Beckmann Markus Kuffner Jonas Schützeberg                                                                                                   | RV Kurhessen-Cassel Maik Feldmann René Flaschmann Jens Gerlach Dennis Ziegler                                                                        |
| Vierer ohne Steuermann                | RK am Wannsee Berlin Linus Lichtschlag Christoph Paul Sebastian Paul Martin Weis                                                                                       | Der Hamburger und Germania RC Jan Baur Christian Ulrich Andreas Clausen Richard Nagel                                                                                           | Der Hamburger und Germania RC Christoph Dyck Matthias Jauch Jascha Bergmann Thorsten Pieper                                                          |
| Achter                                | Ruder-Club Allemannia von 1866 Felix Reimann Georg Byrne Christian Dahlke Ole Behling Joachim Drews Konstantin Drews Henner Pohl Felix Niemeyer Nelson Reichert (Stm.) | Berliner Ruder-Club Dirk Praga Nicolas Barucker Julian Ahlhoff Peter Nedwig Patrick Scholz Johannes-Maria Galandi Miralem Sukilovic Lars-Hendrik Lübbert Axel Beutelmann (Stm.) | Crefelder RC 1883 Marc Benger Larus Melka Thorben Henning Raanan Genah Lars Henning Dirk Marterer Thorsten Hütz Sebastian Fürst Kristin Heume (Stf.) |
| Leichtgewichts-Einer                  | Jörg Lehnigk (Ratzeburger RC) | Manuel Brehmer (RU Arkona Berlin) | Jonathan Koch (Gießener RG 1877) |
| Leichtgewichts-Doppelzweier           | Crefelder RC 1883 Moritz Koch Christoph Schregel | Berliner Ruder-Club Olaf Beckmann Jonas Schützeberg | Der Hamburger und Germania RC Lutz Gundlach Patrick Wiechens                                                                                         |
| Leichtgewichts-Zweier ohne Steuermann | Rgm. Der Hamburger und Germania RC / Potsdamer RC Germania Ole Rückbrodt Joel El-Qalqili                                                                               | Rgm. Mainzer RV von 1878 / Mannheimer RC von 1875 Matthias Veit Björn Steinfurth                                                                                                | RV Saarbrücken Martin Kühner Jochen Kühner |
| Leichtgewichts-Vierer ohne Steuermann | RC Favorite Hammonia Hamburg Sepp Schäfer Hans Heydenreich Filip Lühr Moritz Radtke                                                                                    | ETuF Essen Michael Reckzeh Christoph Stenger Daniel Wisgott Christian Reckzeh                                                                                                   | Keine weiteren Boote am Start. |

### Frauen
| Bootsklasse                 | Gold                                                                               | Silber                                                                         | Bronze                                                                               |
| --------------------------- | ---------------------------------------------------------------------------------- | ------------------------------------------------------------------------------ | ------------------------------------------------------------------------------------ |
| Einer                       | Kathrin Boron (Potsdamer RG)                                                       | Christiane Huth (Potsdamer RG)                                                 | Stephanie Schiller (Potsdamer RG)                                                    |
| Doppelzweier                | RG Hansa Hamburg Juliane Möcklinghoff Julia Heitmann                               | RC Witten Lina Senekovic Julia Schulz                                          | SC Berlin-Köpenick Jenny Lackermeier Josefine Müller                                 |
| Zweier ohne Steuerfrau      | Rgm. Rostocker RC von 1885 / RG Angaria Hannover Nicole Zimmermann Elke Hipler     | Rgm. RV Ems-Jade-Weser / RG Hansa Hamburg Christina Gerking Maren Derlien      | Rgm. Ruderclub Westfalen Herdecke 1929 / RV Saarbrücken Nadine Schmutzler Lenka Wech |
| Doppelvierer                | Frankfurter RG Germania Jeannine Weisel Laura Brehler Yvonne Weckesser Kaja Brecht | Essener RRV Nicola Jenne Karina Lohwasser Janina Bornschein Cathrin Crämer     | SC Berlin-Köpenick Jenny Lackermeier Mareike Müller Gritt Neumann Josefine Müller    |
| Vierer ohne Steuerfrau      | Essener RRV Anna-Maria Kipphardt Anja Broders Navina Passmann Ronja Schütte        | Mainzer RV von 1878 Lena Kersten Barbara Karches Christiane Dürsch Lena Bachus | Keine weiteren Boote am Start.                                                       |
| Leichtgewichts-Einer        | Marie-Louise Dräger (ORC Rostock von 1956)                                         | Berit Carow (RG Hansa Hamburg)                                                 | Stephanie Wagner (Hanauer RC Hassia)                                                 |
| Leichtgewichts-Doppelzweier | Frankfurter RG Germania Laura Brehler Kaja Brecht                                  | Mainzer RV von 1878 Charlotte Arand Lena Kersten                               | Erster Kieler RC von 1862 Claudia Mack Gaby Schulz                                   |